# ПобоRoll
ПобоRoll — рок-премия, которая вручалась Нашим Радио по итогам 2001, 2002 и 2003 годов. Премия вручалась по итогам голосования музыкальных экспертов, а также, по некоторым номинациям, по итогам голосования слушателей Нашего радио в интернете, по пейджеру и телефону.

## Победители 2001 года
Премия прошла 2 апреля 2002 года.
- Песня года: Сплин — «Мое сердце»
- Прорыв года: Ночные Снайперы
- Альбом года: Сплин — 25-й кадр
- Концертное выступление года: Ленинград — «Куда уходит лето?», СДК МАИ, 31.08.2001
- Группа года. Выбор слушателей: Король и Шут
- Группа года: Сплин
- За вклад в развитие живой музыки: Борис Гребенщиков

## Победители 2002 года
Премия вручалась после концерта «Чартова Дюжина. Итоги 2002 года» 8 февраля 2003 года, который прошел в Лужниках и позже показывался в эфире телеканала ТВС.
- Песня года: Мумий Тролль — «Это по любви»
- Прорыв года: 5'NIZZA
- Альбом года: Tequilajazzz — «Выше осени»
- Концертное выступление года: Zемфира — «Нашествие», Раменское, 10.08.2002
- Группа года. Выбор слушателей: Пилот
- Группа года: Мумий Тролль
- За вклад в развитие живой музыки: Петр Мамонов
- Наиболее часто ротируемая песня на «Нашем радио»: Би-2 и Чичерина — «Мой рок-н-ролл»

## Победители 2003 года
Премия прошла 18 марта 2004 года в прямом эфире «Нашего радио».
- Песня года: Сплин — «Новые люди»
- Прорыв года: Billy’s Band
- Альбом года: Ленинград — «Для миллионов»
- Лучшее концертное выступление: ДДТ — «Эй, Ленинград, Петербург, Петроградище!», СК «Олимпийский», 12.11.2003
- Группа года. Выбор слушателей: Кипелов
- Группа года: Сплин
- За вклад в развитие живой музыки: Леонид Федоров
- Лучшее музыкальное видео: Дельфин и Стелла — «Глаза»
- Поэзия: Александр Васильев